# Колосовка (Елецкий район)
Колосо́вка — деревня Колосовского сельсовета Елецкого района Липецкой области. Имеет 4 улицы: Вагончики, Выглядовка, Ивановская и Центральная.

## История
Упоминается в документах 1778 г.

## Название
Название патронимическое — по фамилии Колосов.

## Население
| 2010 |
| ---- |
| 349  |